# Трансскандинавський магматичний пояс

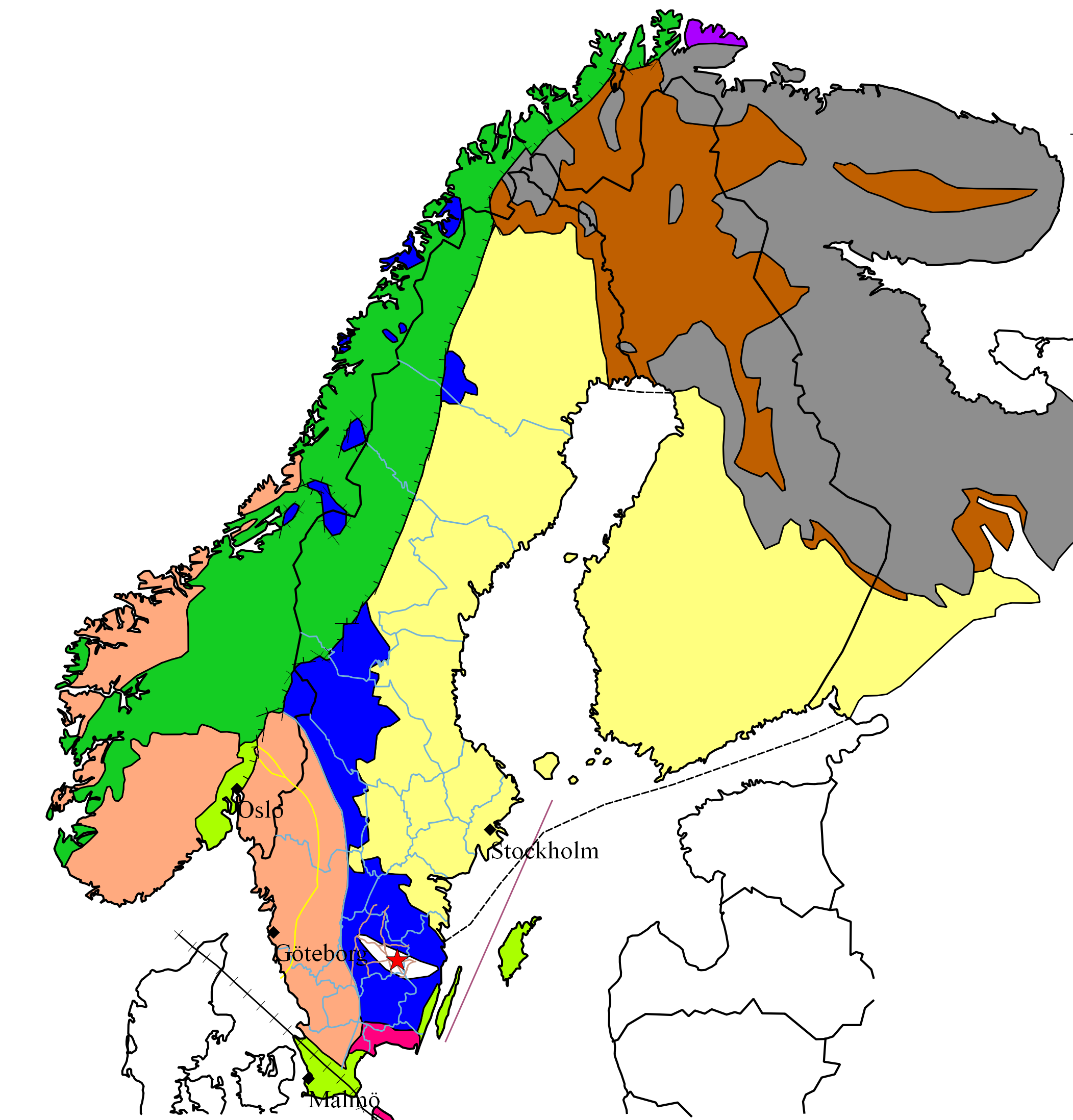
Геологічна карта Скандинавського півострова та Фенноскандії:
Архейські породи Карелії, Біломорська провінція, і Кольська провінція доменів
Протерозойські породи Карелії та Кольського доменів
Свекофенський домен
Трансскандинавський магматичний пояс
Тіманська складчастість
Свеконорвезька складчастість(включаючи Західногнейсовий регіон)
Скандинавські каледоніди

Трансскандинавський магматичний пояс (швед. Transskandinaviska magmatiska bältet), скорочено TIB, — одне з основних літологічних формацій Балтійського щита. 
Складається з серії батолітів у Швеції та Норвегії, що утворюють пояс довжиною 1400 км, що проходить від Лофотенських островів, Норвегія, на півночі до Блекінге, Швеція, на півдні. 
Трансскандинавський магматичний пояс і його породи були утворені з магми 1810 — 1650 мільйонів років тому під час мезопротерозою. Трансскандинавський магматичний пояс, ймовірно, утворився як формація андського типу, що означає, що колись він був розташований паралельно конвергентній границі. 

Пояс був вперше ідентифікований у 1980-х роках і здобув назву «Трансскандинавський гранітно-порфіровий пояс». 
Сучасна назва вперше була застосована в 1987 році 

## Опис
Пояс має довжину 1400 км, та проходить від Лофотенських островів, Норвегія, на півночі до Блекінге, Швеція, на півдні. 

На півночі пояс частково вкрито каледонськими насувами, але виступає у вікна (Rombak, Nasafjället). 
На додаток до цього деякі каледонські покрови складаються з порід Трансскандинавського магматичного поясу. 

Під Східноєвропейською платформою пояс продовжується через Балтійське море до північного сходу Польщі та Калінінградської області. 

## Хронологія
Плутони поясу утворилися 1810 — 1650 млн років тому (Mya) 

найдавніші породи, що перекриваються за віком з породами свекофенського орогенезу, а наймолодші перекриваються за віком з деформацією та метаморфізмом Готського орогенезу. 

Три окремих періоди магматичної активності визнаються у Трансскандинавському магматичному поясі; TIB 1 (1813–1766 млн років тому), TIB 2 (1723–1691 млн років тому) і TIB 3 (1681–1657 млн років). 
Ця хронологія не є ідеальною, оскільки виключає наймолодші одиниці, утворені 1450 мільйонів років тому. 

Через сотні мільйонів років після утворення Транскандинавського магматичного поясу він зазнав особливі деформації, тектоніку та метаморфізм Свеконорвезького орогенезу приблизно 1100 — 990 млн років тому. 

## Літологія, петрологія та геохімія
Характерно, що граніти та подібні породи Трансскандинавського магматичного поясу багаті лужними елементами (наприклад, натрієм і калієм) і мають порфірову текстуру. 
Не всі породи Транскандинавського магматичного поясу мають чисто лужний характер, деякі хімічні речовини мають тенденцію до серії вапняно-лужної магми. 

Крім вищезгаданих порід, менша кількість основних інтрузивів також є частиною поясу. 